# Crotalaria microphylla
Crotalaria microphylla är en ärtväxtart som beskrevs av M.Vahl. Crotalaria microphylla ingår i släktet sunnhampor, och familjen ärtväxter. Inga underarter finns listade i Catalogue of Life.